# Francisco Teodoro da Silva
Francisco Teodoro da Silva, primeiro e único Barão de Pouso Alto titulado em 11 de Outubro de 1848 (1795 — 7 de junho de 1868) foi um nobre brasileiro.
Casou-se com Rita de Cássia Pereira da Silva, foi agraciado barão e comendador da Imperial Ordem de Cristo.
Filho de Portugueses de Lisboa: Coronel Carlos José da Silva e Maria Angélica de Sá Menezes
Deixou 06 filhos : Joaquim Carlos, Maria Isabel, Carlos Teodoro, Rita Deolinda, Carlota Alaide e Antônio Teodoro. ( Memórias de Pouso Alto )